# WISEA J110125.95+540052.8
WISEA J110125.95+540052.8 est une naine brune de type spectral T5,5 située à environ 111 années-lumière du système solaire. Elle est découverte en mars 2017 par des bénévoles participant au projet de sciences participatives Backyard Worlds: Planet 9, six jours après le lancement de ce dernier.